# Valapattanam
Valapattanam es una ciudad censal situada en el distrito de Kannur en el estado de Kerala (India). Su población es de 7955 habitantes (2011). Se encuentra a 8 km de Kannur.

## Demografía
Según el censo de 2011 la población de Valapattanam era de 7955 habitantes, de los cuales 3677 eran hombres y 4278 eran mujeres. Valapattanam tiene una tasa media de alfabetización del 95,43%, superior a la media estatal del 94%: la alfabetización masculina es del 97,15%, y la alfabetización femenina del 94%.